# Pinfari
F.lli Pinfari S.r.l, kortweg Pinfari, was een Italiaanse attractie- en achtbaanfabrikant uit Suzzara. In 2004 is het bedrijf failliet gegaan en in 2007 zijn het merk en de eigenaarsrechten opgekocht door Interpark Amusement uit Modena.

## Geschiedenis
Pinfari was opgericht in 1926 en begon als producent van kermisattracties en spelletjes en kwam met o.a. botsauto's op de markt.
In 1954 maakt het bedrijf de eerste achtbaan en begon het vanaf de jaren 1960 zich exclusief te richten op achtbanen. Hun attracties kregen al snel de reputatie innovatief en betaalbaar te zijn.
Gedurende de jaren 1970 en 1980 produceerde het een aanbod van achtbaanmodellen waarvan de Big Apple en Zyklon de meest geproduceerde zijn. Deze attracties waren vaak compact en geschikt voor kleinere pretparken, waardoor ze populair waren bij exploitanten die op zoek waren naar spanning en sensatie in hun parken, zonder de bank te breken. Doordat de achtbanen compact en van relatief laag budget zijn, werden de modellen soms doorverkocht aan andere attractieparken wereldwijd.
In de jaren 80 en 90 werden er zijtakken van het bedrijf gemaakt onder de namen ItalRides en D.P.V. Rides.
In de jaren 90 kreeg Pinfari steeds meer concurrentie van andere achtbaanfabrikanten en het bedrijf had moeite om bij te blijven met de veranderende trends in de industrie. Pinfari bleef achtbanen produceren, maar de ontwerpen werden minder innovatief en veel attracties werden bekritiseerd omdat ze ruw en oncomfortabel waren. 
In het begin van de jaren 2000 leidden de financiële problemen van Pinfari. Het bedrijf is failliet gegaan in 2004 door de economische crisis begin jaren 2000 en de zwakke Amerikaanse Dollar. Er volgde een overname door Interpark Amusements in 2007. Interpark bleef Pinfari's ontwerpen produceren onder het merk Pinfari by Interpark. De achtbanen van het bedrijf werden minder vaak geïnstalleerd in nieuwe pretparken.
Tegenwoordig zijn de achtbanen van Pinfari nog steeds te vinden in veel pretparken over de hele wereld, maar het bedrijf wordt niet langer beschouwd als een belangrijke speler in de industrie. Niettemin hebben de innovatieve en betaalbare ontwerpen van Pinfari een blijvende invloed gehad op de achtbaanindustrie, en het bedrijf blijft een belangrijk onderdeel van de geschiedenis van pretparkattracties.

## Modellen
Pinfari heeft door de jaren heen verschillende modellen achtbanen geproduceerd. Hierbij een overzicht van de modellen die te vinden zijn (of waren) in attractieparken wereldwijd:
- Big Apple MB28
- Big Apple (draaischijf)
- Circus Clown
- FC80
- Mini Mega Coaster MM29
- preZyklon TL59
- Queen Bee AR28
- RC40
- RC48
- RC50
- RC70
- Super Dragon MD31
- Super Dragon ST40
- Xpress XP48
- Xpress XP56
- Zyklon Supersonic
- Zyklon Z40
- Zyklon Z47
- Zyklon Z47L
- Zyklon Z64
- Zyklon Z78
- Zyklon ZL42
- Zyklon ZL50

## Afbeeldingen

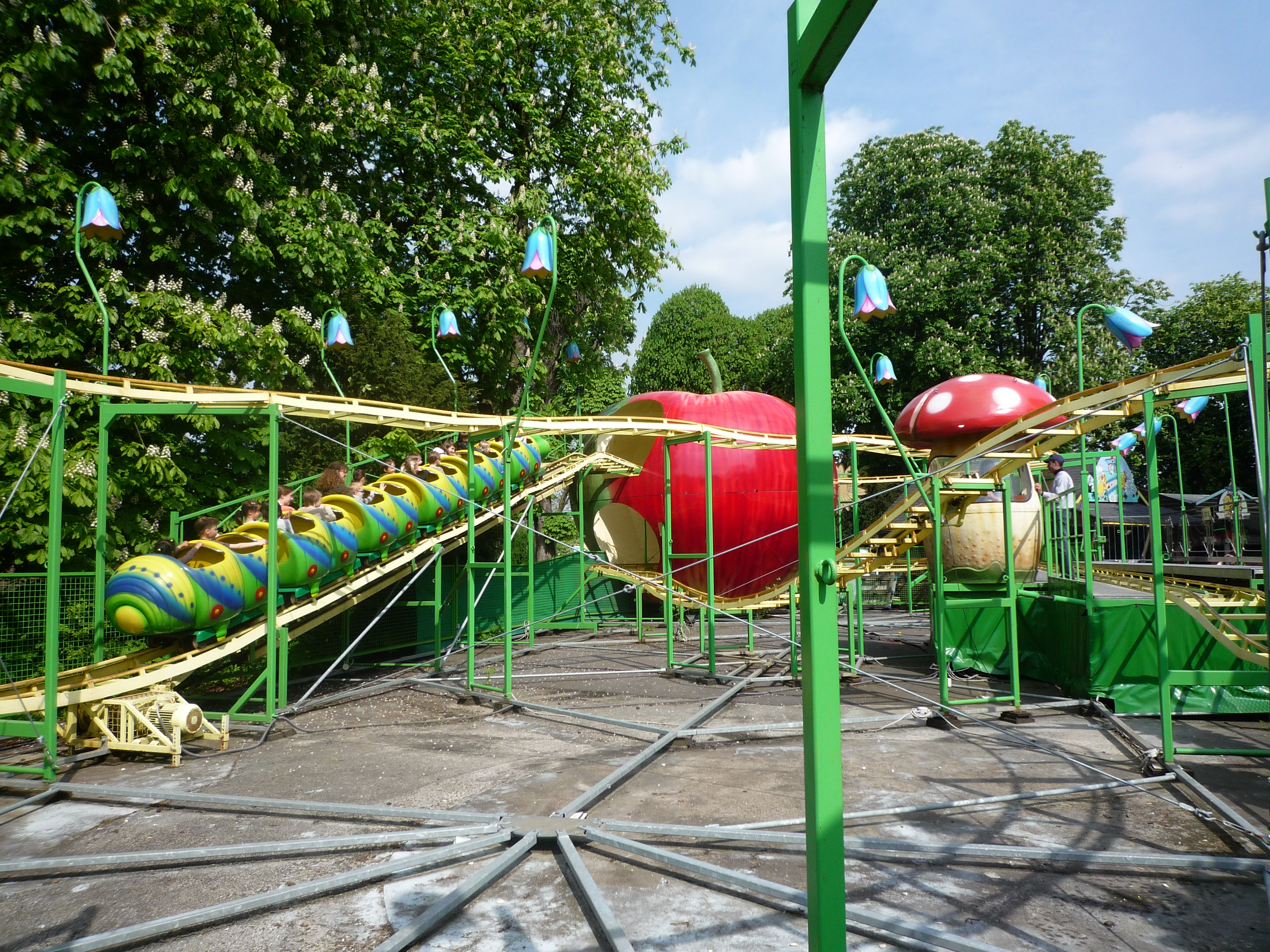
Big Apple-model, Pomme, Parc de la Citadelle,  Frankrijk
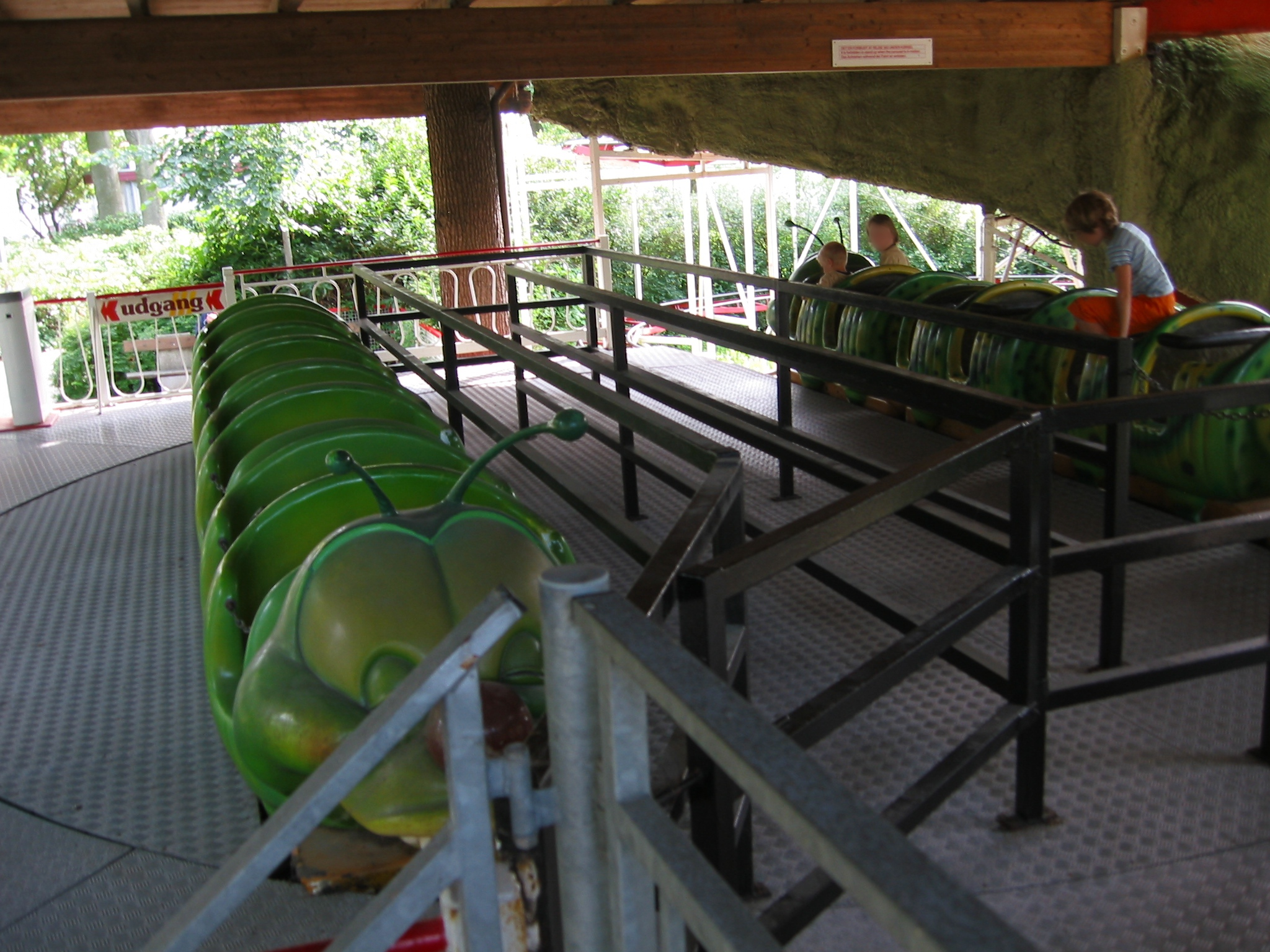
Big Apple (draaischijf)-model, Kålormen, Tivoli Karolinelund,  Denemarken
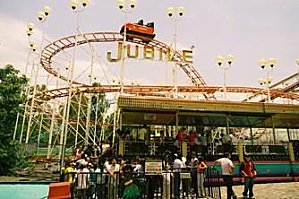
Zyklon Z40-model. Jubilé, Meli park,  België
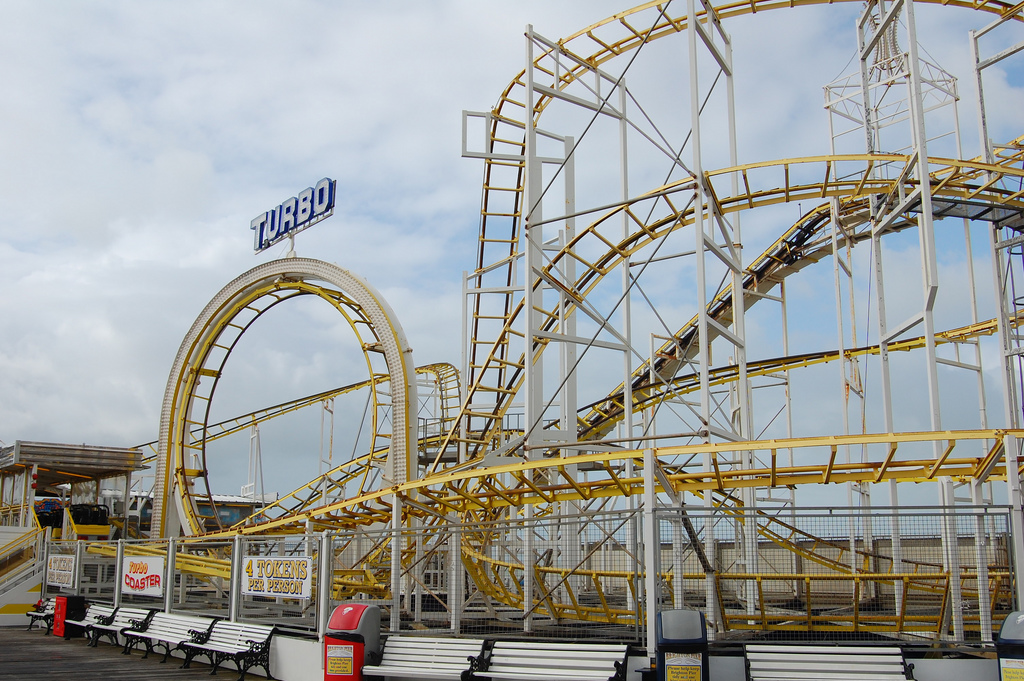
Zyklon ZL42-model, Turbo, Brighton Pier  Engeland